# Magic (album Nasa)
Magic – czternasty album studyjny amerykańskiego rapera Nasa wydany 24 grudnia 2021 roku nakładem Mass Appeal Records.
Jest to trzeci album Nasa, którego za prawie całą produkcję odpowiada Hit-Boy (wcześniej King’s Disease w 2020 oraz King’s Disease II w 2021 roku).
Na albumie gościnnie wystąpili ASAP Rocky oraz DJ Premier.

## Tło
23 grudnia 2021 Nas, za pośrednictwem swoich mediów społecznościowych, ogłosił nazwę, listę utworów oraz okładkę swojego nowego albumu „Magic” dodając, że tak jak w przypadku swoich dwóch poprzednich albumów (King’s Disease oraz King’s Disease II) produkcją zajął się Hit-Boy.
W utworze „Ugly” potwierdził, że wyda trzecią część z cyklu King’s Disease.

## Lista utworów
Na podstawie źródeł:
| Nr | Tytuł utworu                                | Tekst                                              | Producent            | Długość |
| -- | ------------------------------------------- | -------------------------------------------------- | -------------------- | ------- |
| 1. | „Speechless”                                | Nasir Jones • Chauncey Hollis Jr.                  | Hit-Boy              | 3:06    |
| 2. | „Meet Joe Black"”                           | Jones • Hollis                                     | Hit-Boy              | 2:51    |
| 3. | „Ugly”                                      | Jones • Hollis • Dustin Corbett                    | Hit-Boy • Corbett    | 3:18    |
| 4. | „40-16 Building”                            | Jones • Hollis                                     | Hit-Boy              | 2:55    |
| 5. | „Hollywood Gangsta”                         | Jones • Hollis                                     | Hit-Boy              | 3:15    |
| 6. | „Wu for the Children”                       | Jones • Hollis                                     | Hit-Boy              | 3:18    |
| 7. | „Wave Gods” (gość. ASAP Rocky i DJ Premier) | Jones • Hollis • Christopher Martin • Rakim Mayers | Hit-Boy • DJ Premier | 3:10    |
| 8. | „The Truth”                                 | Jones • Hollis                                     | Hit-Boy              | 3:27    |
| 9. | „Dedicated”                                 | Jones • Hollis                                     | Hit-Boy              | 3:52    |
|    |                                             |                                                    |                      | 29:12   |